# Рзаева, Агигат Али кызы
Агигат Али кызы Рзаева (азерб. Həqiqət Rzayeva; 20 мая [2 июня] 1907, Ленкорань, Бакинская губерния — 2 августа 1969, Баку) — азербайджанская оперная, народная и эстрадная певица, Народная артистка Азербайджанской ССР (1943).

## Биография

Мемориальная доска на стене дома в Баку, в котором жила Агигат Рзаева

Родилась в маленькой деревне под Ленкоранью. Её отец скончался от воспаления лёгких, когда ей было 18 месяцев. Вторым браком мать вышла замуж за религиозного фанатика, часто запрещавшего падчерице посещать светскую школу и заниматься искусством. Тем не менее, в 1917 году Агигат начала учёбу в школе Марьям Байрамалибековой, где наличие кружков по видам искусства помогло ей развить её певческий и драматический талант. После советизации Рзаева переехала в Баку, чтобы поступить в педагогическое училище. Здесь, выступая в любительских драматических постановках при училище, она заинтересовалось оперой и профессиональным театром.
В 1927 году Рзаева была приглашена на прослушивание, по результатам которого её приняли на работу в Азербайджанский театр оперы и балета имени М. Ф. Ахундова. Одновременно она поступила в Азербайджанскую государственную консерваторию, где изучала мугам и оперу.
С 1943 года Рзаева — народная артистка Азербайджана. Её самые известные роли — Лейли («Лейли и Меджнун» У. Гаджибекова), Сэнэм («Не та, так эта» У. Гаджибекова), Телли («Аршин мал алан» У. Гаджибекова), Асли («Асли и Керем» У. Гаджибекова), Шах-Сенем («Ашик Гариб» 3. Гаджибекова) Араб Зенги («Шах Исмаил» М. Магомаева).
С 1952 года вела концертную деятельность.

### Семья
Была замужем за Гусейном Рзаевым, работавшим постановщиком в Театре оперы и балета. Их двое сыновей впоследствии стали музыкантами, а дочь — преподавателем литературы в Бакинской музыкальной академии.

## Награды
- орден «Знак Почёта» (17.04.1938) — за выдающиеся заслуги в деле развития азербайджанского оперного искусства, азербайджанской музыки, песни и танцев[2]

## Память
Именем Агигат Рзаевой названа улица в Баку.